# Проєкційна матриця
Квадратна матриця {\displaystyle \ P} з комплексними елементами називається проєкційною, якщо виконується {\displaystyle \ P=P^{2}.}
Якщо виконується {\displaystyle \ P=P^{*}P,} то матриця {\displaystyle \ P} називається ортогонально-проєкційною.
- Проєкційні матриці {\displaystyle \ P_{1},P_{2}} називаються ортогональними, якщо {\displaystyle \ P_{1}P_{2}=P_{2}P_{1}=0.}

З точки зору абстрактної алгебри проєкційні матриці — це ідемпотентні елементи кільця квадратних матриць.

## Властивості
- Кожна ортогональна-проєкційна матриця є проєкційною і одночасно ермітовою матрицею, оскільки:

{\displaystyle \ P=P^{*}P\quad \Rightarrow \quad P^{*}=(P^{*}P)^{*}=P\quad \Rightarrow \quad P=P^{2}.}
- Якщо матриця {\displaystyle \ P} є проєкційною, то матриці

{\displaystyle \ P^{n},\;(I-P)^{n},\;P^{*}\quad \forall n\in \mathbb {N} }    теж будуть проєкційними.
- Якщо матриця {\displaystyle P\!} є ортогонально-проєкційною, то матриці

{\displaystyle \ P^{n},\;(I-P)^{n}\quad \forall n\in \mathbb {N} }    теж будуть ортогонально-проєкційними.
- Якщо матриця {\displaystyle P\!} є ортогонально-проєкційною, то

{\displaystyle \ \forall x,y:\quad Px\perp (I-P)y.}
- Власні значення проєкційних матриць можуть приймати значення тільки +1 та 0, що легко побачити з розкладу матриці по її власних векторах.
- Ортогонально-проєкційні матриці є невід'ємноозначеними матрицями.

## Ортогональні проєктори на підпростір
- Найпростішим випадком ортогональної проєкції є проєкція на лінію вектора. Якщо u є одиничним вектором, тоді проєктором на лінію вздовж вектора буде матриця

{\displaystyle \ P_{u}=uu^{\top }.}
- Довільна прямокутна матриця {\displaystyle A\in \mathbb {C} ^{m\times n}} вводить дві ортогонально-проєкційні матриці:

{\displaystyle P(A)=A^{+}A\;\in \mathbb {C} ^{n\times n}} — проєктор в просторі {\displaystyle \mathbb {C} ^{n}} на підпростір векторів-рядків матриці{\displaystyle \ A,}
{\displaystyle P(A^{*})=AA^{+}\;\in \mathbb {C} ^{m\times m}} — проєктор в просторі {\displaystyle \mathbb {C} ^{m}} на підпростір векторів-стовпців матриці{\displaystyle \ A.}
- Проєктори на ортогональне доповнення до даних підпросторів, позначаються:

{\displaystyle \ Z(A)=I_{n}-P(A),}
{\displaystyle \ Z(A^{*})=I_{m}-P(A^{*}).}
Для {\displaystyle \ P(A^{*}),Z(A^{*})} ще використовують позначення {\displaystyle P_{A}^{\parallel }} та  {\displaystyle P_{A}^{\perp }} відповідно.
{\displaystyle \ A^{+}} — псевдообернена матриця до матриці A.

## Приклади
- Одинична матриця є проєктивною.
- {\displaystyle P={\begin{bmatrix}1&0&0\\0&1&0\\0&0&0\end{bmatrix}}\quad \Rightarrow \quad P{\begin{pmatrix}x\\y\\z\end{pmatrix}}={\begin{pmatrix}x\\y\\0\end{pmatrix}}.}
- {\displaystyle P={\begin{bmatrix}0&0\\\alpha &1\end{bmatrix}}\quad \Rightarrow \quad P^{2}={\begin{bmatrix}0&0\\\alpha &1\end{bmatrix}}{\begin{bmatrix}0&0\\\alpha &1\end{bmatrix}}={\begin{bmatrix}0&0\\\alpha &1\end{bmatrix}}=P.}

## Застосування
- Застосовується при QR розкладі матриці в методах: Процес Грама — Шмідта, Перетворення Хаусхолдера.
- Застосовується при сингулярному розкладі матриці.